# Софі Жермен
Софі́ Жерме́н (фр. Marie-Sophie Germain; 1 квітня 1776, Париж — 27 червня 1831, там само) — французька вчена, математик, філософ і механік. Зробила вагомий внесок в диференціальну геометрію, теорію чисел і механіку.

## Життєпис
Самостійно вчилася у бібліотеці батька-ювеліра і з дитинства захоплювалася математичними творами, особливо відомою книгою «Історія математики» (фр. Histoire des mathématiquse) Жан-Етьєна Монтукля (фр. Jean-Étienne Montucla), хоча батьки не дуже схвалювали це заняття, як не відповідне для жінки.
Була в листуванні з Даламбером, Лагранжем, Фур'є та іншими математиками. У більшості випадків вона при цьому ховалася під чоловічим ім'ям, найчастіше «мосьє Ле Блан» (реальна особа, учень Лагранжа). З Лагранжем та Лежандром їй вдалося зустрітися особисто, вони зацікавились талановитою ученицею, стали спрямовувати й заохочувати її навчання.
З 1804 року, перебуваючи під сильним враженням від книги Гаусса «Арифметичні дослідження» («Disquisitiones Arithmeticae»), вступила з ним у листування під звичайним псевдонімом. Обговорювалися питання теорії чисел. У 1806 році, в ході прусської кампанії, наполеонівська армія окупувала Геттінген. Софі написала схвильованого листа своєму знайомому, генералу Жозефу-Марі Пернеті, благаючи подбати, щоб Гаусса не спіткала доля Архімеда. Генерал передав Гауссу, що у нього є покровителька, і незабаром секрет Софі був розкритий. Гаусс був глибоко зворушений цим вчинком:
«Смак до абстрактних наук узагалі й понад усього до таємниць чисел зустрічається вкрай рідко: однак не дивується цьому; чарівлива привабливість цієї науки відкривається тільки тим, хто має сміливість зануритися в неї. Але коли особа тієї статі, яка, відповідно до наших звичок і упереджень, має зустріти набагато більші труднощі, ніж чоловіки, щоб ознайомитись з тими тернистими дослідженнями, все ж таки досягає успіху в подоланні перешкод і осягає найбільш приховані їхні частини, тоді, без сумніву, ця особа наділена найшляхетнішою сміливістю. Справді, ніщо не може довести мені таким утішним і менш сумнівним способом, що принади цієї науки, яка збагатила моє життя радощами, не є химеристими, як і прихильність, якої Ви її удостоїли» (30.04.1807).

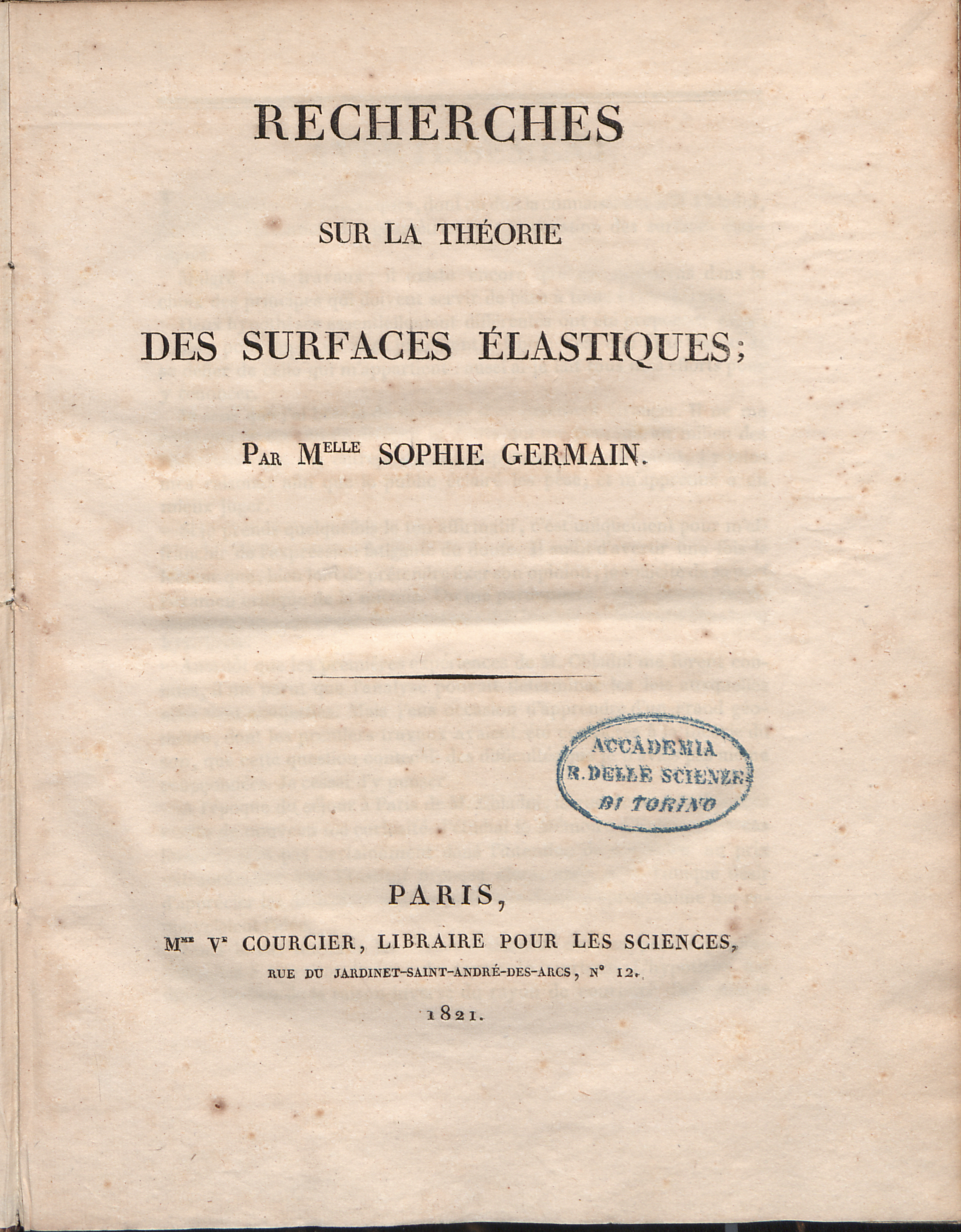
Récherches sur la théorie des surfaces élastiques, 1821

За дослідження у теорії пружності стосовно коливань тонких пластинок («Mémoire sur les vibrations des lames élastiques» 1808 р.) одержала премію Паризької Академії наук — це була перша премія, видана Паризькою Академією жінці.
У 1811 році Софі бере участь в конкурсі, оголошеному Паризькою Академією наук на тему з теорії пружних коливань (походження фігур Хладні). У журі були Лежандр, Лаплас і Пуассон. Потрібно було п'ять років досліджень і консультативна допомога Лагранжа, перш ніж у 1816 році вона виборола «премію Першого класу» конкурсу.
1816 року вивела диференціальне рівняння згину пластини.
Займалась також теорією чисел. Довела так званий «Перший випадок» Великої теореми Ферма для простих чисел Софі Жермен. Жермен довела, що рівняння Ферма не має вирішення, коли n = p-1, де p — просте число виду 8k+7. Наприклад, якщо k = 2, то p — просте число, а саме 23, і n = 22.
Стає першою жінкою, яка отримала право участі в засіданнях Паризької Академії наук. Роботи з теорії пружності продовжувала й надалі. У 1830 р. за рекомендацією Гаусса Геттінгенський університет присуджує Софі звання почесного доктора наук, але вона вже не встигла його отримати.
Захворівши на рак грудей, Софі Жермен після дворічної боротьби з хворобою померла 27 червня 1831 у віці 55 років. У свідоцтві про смерть проти її прізвища значилося «rentere» («персона, що володіла приватними засобами»), що на практиці означало «незалежна жінка».
Перед смертю вона накидала чернетку філософського есе, яке не встигла закінчити. Воно було опубліковано посмертно під заголовком «Загальні міркування про науки та літератури»